# Ferdi Fischer
Ferdi Fischer (* 1978 in Stuttgart) ist ein deutscher Stunt Coordinator, Regisseur, Kameramann und Stuntman in Filmproduktionen.

## Karriere
Seine Karriere begann 2003, als er in einer Doppelrolle als Stuntman und Darsteller in dem Film „Kampfansage - Der letzte Schüler“ auftrat, der 2005 veröffentlicht wurde. Im Anschluss an dieses Engagement konzentrierte sich Fischer auf seine Arbeit als Stuntman und nahm zusätzliche Verantwortung als Stunt Coordinator wahr.
Im Jahr 2004 gründete er die Stunt- und Actionfirma „slamartist.com“, in der er fortan arbeitete. Seinen Aussagen zufolge war dieser Abschnitt in seiner Karriere sehr wichtig, da die Gründung des Unternehmens ihm die Möglichkeit bot, seine Tätigkeit als Stuntman mit der Koordination und Rekrutierung von Fachleuten in diesem Bereich zu kombinieren.

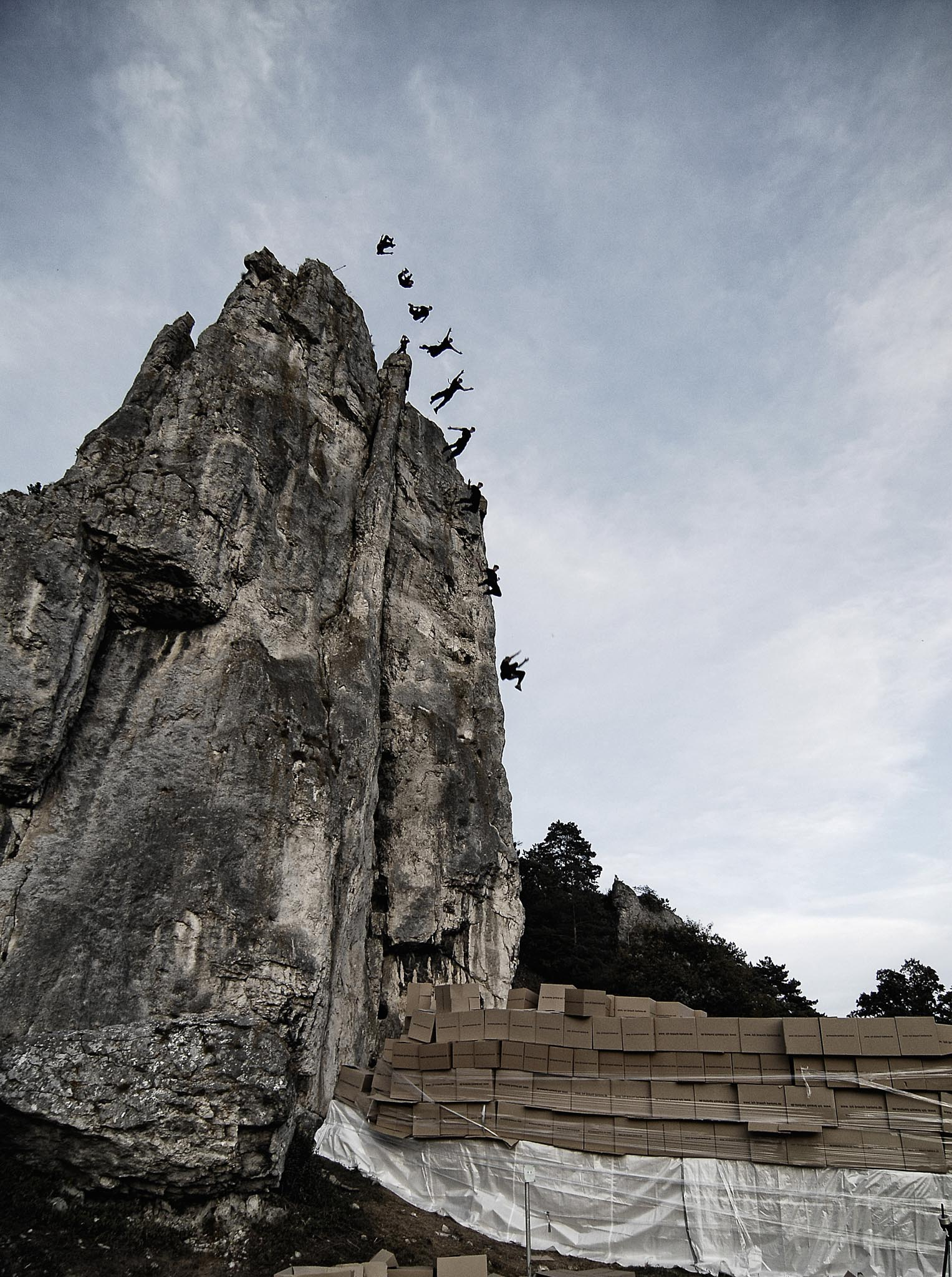
Fischer springt von dem 45 m hohen Dollnstein in handelsübliche Umzugskartons

Im Jahr 2009 unternahm Fischer in der Sendung „Galileo“ des deutschen Senders Pro 7 einen Weltrekordversuch. Er führte einen freien Fall vom 45 Meter hohen Felsen Burgstein in Bayern durch, bei dem die Landung auf mehreren Schichten handelsüblicher Umzugskarton erfolgte.
Zusätzlich zu seiner Arbeit in der Stunt-Branche hat er auch Erfahrung im Fliegen von Filmdrohnen, inklusive FPV-Race-Drohnen (FPV: First Person View), mit denen er professionelle Luftaufnahmen für Filmproduktionen erstellt.
Im Jahr 2012 spielte Fischer eine Schlüsselrolle bei der Entwicklung des Kamerasystems „Warpcam“, das speziell für Action-Aufnahmen konzipiert wurde. Dieses System ist inzwischen ein eingetragenes Markenzeichen der Firma MDpictures in Los Angeles. Seit der Entwicklung hat Fischer seine Arbeit als Stunt-Kamera-Operator intensiviert.
Fischers Filmografie umfasst u. a. „Inglorious Basterds“ (an der Seite von Zoë Bell), „Suicide Squad“, „Berlin Falling“, „Asphalt Gorillas“, „Bad Boys 3“, „The Gray Man“ und „Fast und Furious 10“.
Seit 2022 ist Ferdi Fischer auch als Instruktor tätig und bietet in Zusammenarbeit mit dem „Institute for Acting Mallorca“ Workshops unter dem Motto „Acting in Motion“ an. Ziel dieser Workshops ist es, Schauspielern Fachwissen im Action- und Stuntbereich zu vermitteln, um den Übergang zwischen Schauspieler und Stunt-Performer am Set zu optimieren.
In jüngster Zeit war er zusätzlich als Action-Regisseur tätig, ein Übergang, der durch seine Hintergrundarbeit als Stuntman und Koordinator unterstützt wurde. Diese Evolution wurde durch die Implementierung seiner eigenen Warpcam-Technologie weiter gestärkt.

## Filmografie (Auswahl)
- 2005: Kampfansage – Der letzte Schüler (Stuntman, Assistent Stunt Coordinator, Darsteller)
- 2006: Rabenbrüder (Stunt Coordinator)
- 2007: Reine Geschmacksache (Stunt Coordinator)
- 2008: Nacht vor Augen (Stunt Coordinator, Stunt Double Hanno Koffler)
- 2009: Inglourious Basterds (Stuntman)
- 2010: Snowman’s Land (Stunt Coordinator)
- 2011: Einer wie Bruno (Stunt Coordinator, Stunt Double Christian Ulmen)
- 2012: Draußen ist Sommer (Stunt Coordinator)
- 2013: Robin Hood (Stunt Coordinator, Regisseur 2nd Unit)Ferdi mit Warpcam Prototype am „Fast X“ Set in Rom

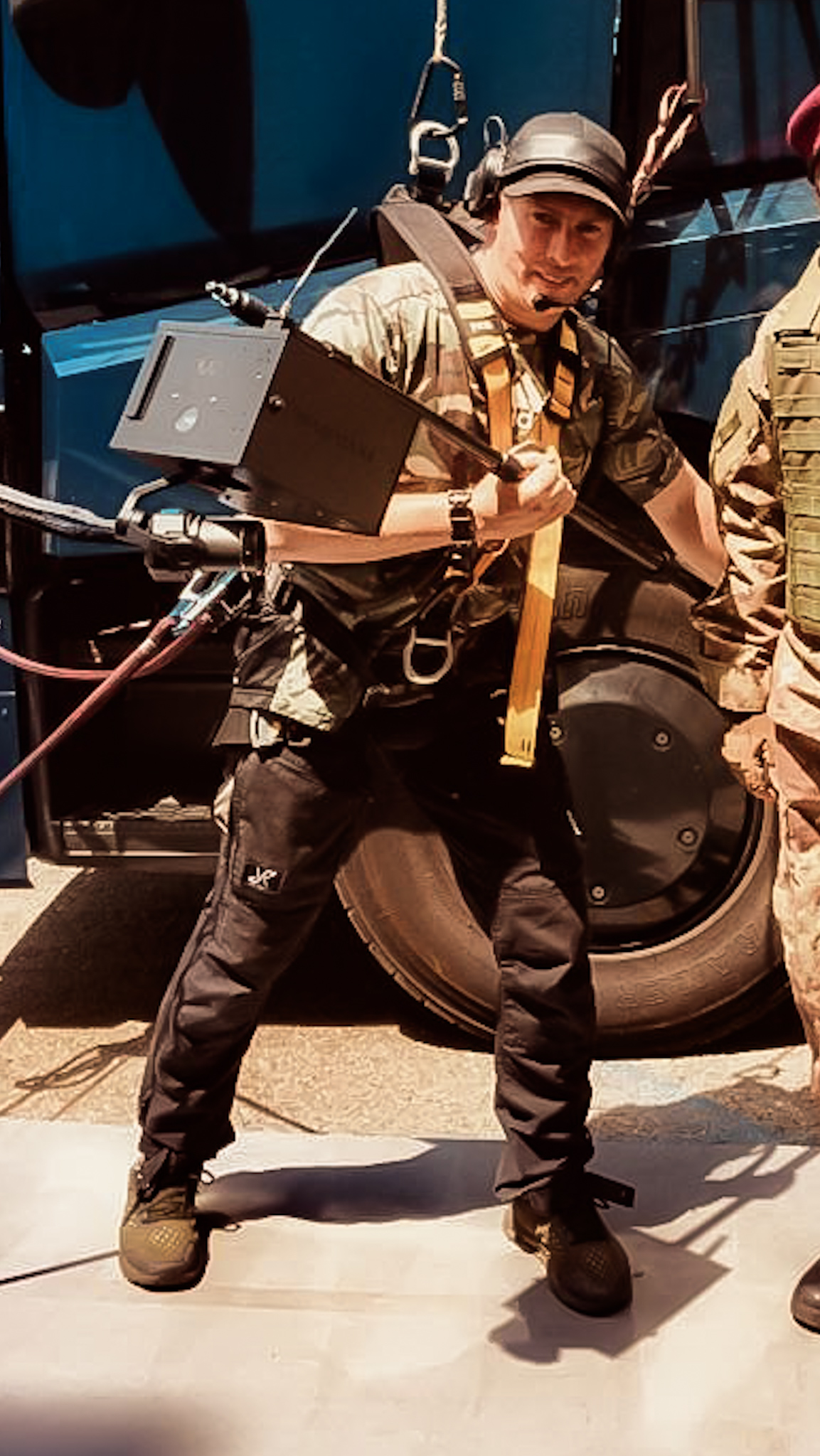
Ferdi mit Warpcam Prototype am „Fast X“ Set in Rom

- 2013: Freier Fall (Stunt Coordinator)
- 2014: Alps Crossing (Regisseur)
- 2015: Freistatt (Stunt Coordinator)
- 2015: Hitman: Agent 47 (Stuntman, Precision Driver)
- 2015: Point Break (Stunt Double Luke Bracey)
- 2015: Suicide Squad (Warpcam® Kamera-Operator)
- 2016: Unsere Zeit ist jetzt (Stunt Coordinator, 2nd Unit Regisseur, Warpcam® Kamera-Operator)
- 2017: The Grand Tour (Precision Driver)
- 2017: Renegades – Mission of Honor (Stuntman, Darsteller)
- 2018: Asphaltgorillas (Stunt Coordinator, 2nd Unit Regisseur, Warpcam® Kamera-Operator)
- 2019: 21 Bridges (Warpcam® Kamera-Operator)
- 2020: Bad Boys for Life (Warpcam® Kamera-Operator, Stuntman)
- 2021: Die Hexenprinzessin (Stunt Coordinator, 2nd Unit Regisseur, Warpcam® Kamera-Operator)
- 2022: The Gray Man (Splinter Unit Regisseur, Warpcam® Kamera-Operator, Stuntman)
- 2023: Murder Mystery 2 (Kamera-Operator, Stuntman)
- 2023: Fast & Furious 10 (Warpcam® Kamera-Operator, Stuntman)
- 2023: Jawan (Warpcam® Kamera-Operator, Stuntman)

## Auszeichnungen
- 2007: Stadtsieger beim Opel Endless Summer Surfer Contest der Herren.[25]
- 2008: Bundessieger beim Opel Endless Summer Surf Wettbewerb der Herren.[26]